# 省略 (语言学)
在语言学中，省略（élleipsis, “忽略”），或者称作省略结构，指的是对于子句，或者能够从上下文推断的词语的忽略。在语言学相关的理论中有许多不同种类的省略结构。理论中的省略结构常常在各自的用法上差别很大，因为有时候人们更注重语法结构，有时候人们更注重词汇之间的联系。